# Sudeckie Towarzystwo Górskie Wiedeń
Sudeckie Towarzystwo Górskie Wiedeń (niem. Sudetengebirgsverein Wien, w skrócie SGV Wiedeń) – niemiecka organizacja turystyczna działająca w latach 1923–1945 na terenie Wysokiego Jesionika, Niskiego Jesionika, czeskiej części Gór Złotych, Opawskich i Masywu Śnieżnika.

## Zarys dziejów
W 1883 r. powstała sekcja Wiedeń Morawsko-Śląskiego Sudeckiego Towarzystwa Górskiego (w skrócie MSSGV), która skupiała głównie osoby pochodzące z terenów austriackiego Śląska i północnych Moraw. Po I wojnie światowej władze czechosłowackie wymusiły na MSSGV ograniczenie działalności do terenu Czechosłowacji. 15 listopada 1923 r. sekcja Wiedeń przekształciła się w niezależne Sudeckie Towarzystwo Górskie Wiedeń. Organizacja liczyła maksymalnie 290 członków. Utrzymywała bliskie związki z MSSGV i Śląskim Sudeckim Towarzystwem Górskim (w skrócie SSGV). Jej sprawozdania ukazywały się na łamach czasopisma „Altvater”. Po przyłączeniu Austrii do III Rzeszy Sudeckie Towarzystwo Górskie Wiedeń stało się sekcją SSGV.